# 고창 문수사 목조지장보살좌상 및 시왕상 일괄
고창 문수사 목조지장보살좌상 및 시왕상 일괄(高敞 文殊寺 木造地藏菩薩坐像 및 十王像 一括)은 대한민국 전북특별자치도 고창군 문수사에 있는 불상이다. 2006년 6월 16일 전라북도의 유형문화재 제208호로 지정되었다가, 2016년 11월 16일 대한민국의 보물 제1920호로 지정되었다.

## 개요
문수사 대웅전의 왼쪽에 북향으로 위치하고 있는 명부전은 정면 3칸, 측면2칸의 맞배지붕 건물로서, 내부에는 지장보살상 1구와 시왕상 10구 등 총11구의 불상이 봉안되어 있다. 재료는 지장보살상은 목조에 개금 하였으며 시왕상은 목심에 소조 후 개채 하였다. 크기는 지장보살상은 목조에 개금 하였으며 시왕상은 목심에 소조 후 개채 하였다. 크기는 지장보살상은 높이 84cm, 무릎폭 64cm이며, 시왕상은 117.5~135cm내외이다. 원래 명부전 안에는 지장보살상과 시왕상 외에 인왕상 2구등 총 13구의 불상이 봉완되어 있었으나 2004년 3월 제1진광대왕, 제4오관대왕, 제5염라대왕, 제9도시대왕 및 인왕상 2구 등 6구를 도난 당하였고, 그후 시왕상 4구는 다시 찾았으나 인왕상은 아직까지 찾지 못하여 현재는 11구의 불상만이 남아있다. 아 성둘운 2004년 시왕상의 복장에서 발견된 발원문에 의해 순치 11년(1654) 벽봉당 각성의 시주에 의하여 일괄조성된 것으로 밝혀져, 현재 문수사 한산전에 걸려 있는(문수사 창건기)(1758년)및 (고창현청향산문수사한산전중창기)(1843)에 기록된 바와같이 1653년 매석당 성오대사가 대웅전을 창건한 후 그 다음해 성유스님에 의해 대웅전 삼존불과 함께 조성되었음을 확인할 수 있었다.

## 보물 승격사유
고창 문수사 지장보살상 및 시왕상 일괄은 비구형(比丘形)의 지장보살상과 제왕형(帝王形)의 십대왕(十大王)으로 구성되어 있다. 문 앞을 지키고 섰던 장군상 2구는 도난당하였고, 이외 판관, 귀왕, 동자 등의 권속들은 전하지 않는다. 이 상들은 제8 평등대왕상에서 발견된 조성발원문(造成發願文)을 통해 1654년에 당시 불교계
를 대표했던 벽암각성(碧巖覺性)과 회적성오(晦跡性悟), 그리고 회적성오의 제자 상유(尙裕)등 벽암각성의 문도들이 주도한 불사임을 알 수 있고, 조각승(彫刻僧)은 대웅전 석가여래삼불좌상을 만들었던 해심 등 15인의 동일한 조각승들이 모두 참여하였다.
지장보살상은 팔각삼단대좌 위에 결가부좌하였고, 왼손으로 보주를 들었다. 얼굴은 통통하게 살이 오른 중후한 인상이며, 사용된 주름은 힘 있고 간결한 선을 사용하였다. 시왕상은 제왕의 관복을 갖추어 입고 엉덩이가 꼭 끼는 의좌에 앉아 지옥중생을 심판하는 모습인데, 때로는 사실적으로, 때로는 익살스럽게 연출하였다.
이 지장시왕상을 조각한 수조각승 해심은 1630년대부터 무염의 문하에서 조각수업을 배운 조각승으로, 1640년대 후반에는 수조각승으로서의 조각적 역량을 갖추었던 것으로 이해된다. 그의 작품으로는 1648년에 사옹행사(師翁幸思)와 양사무염(養師無染)을 위로 모시고 수화원(首畵員)으로 참여한 해남 도장사 석가여래삼존좌상과 1654년에 수조각승으로 제작한 같은 절 목조석가여래삼불좌상이 있는데, 대체로 중량감 있는 양감을 통해 중후하고 실재감 있는 존상 표현을 구현한 스승 무염의 조각 전통을 최대한 존중한 것으로 생각된다. 이 지장시왕상 역시 이러한 무염의 조각전통을 충실히 계승하고 있는 해심의 대표작 중 하나로 평가된다.
이 지장보살상과 시왕상은 일부 권속들이 험난한 세월을 지나는 동안 소실과 도난을 당해 완전하지 않은 점은 아쉬우나, 고색찬연한 채색과 명부존상으로서의 위엄 있는 기품과 감각적인 표현기법이 돋보이는 17세기 중엽 경의 대표적인 명부조각의 기준 작품으로 평가된다.

## 참고 자료
- 고창 문수사 목조지장보살좌상 및 시왕상 일괄 - 국가유산청 국가유산포털